# Saison 1961-1962 du Stade rennais UC
Maillots
Chronologie
Saison précédente Saison suivante
La saison 1961-1962 du Stade rennais Université Club débute le 20 août 1961 avec la première journée du Championnat de France de Division 1, pour se terminer le 20 mai 1962 avec la dernière journée de cette compétition.
Le Stade rennais UC est également engagé en Coupe de France. Éliminé dès les trente-deuxièmes de finale, il est ensuite reversé en Coupe Charles Drago.

## Résumé de la saison
Après le départ d'Henri Guérin, le Stade rennais UC tourne une page de son histoire. Guérin est remplacé au poste d'entraîneur par Antoine Cuissard, parti de Rennes deux ans auparavant. Depuis, il a évolué une saison comme entraîneur-joueur au FC Lorient cher à son cœur. Après une année sans football, Cuissard devient entraîneur du Stade rennais UC, mais à la différence de ses trois prédécesseurs Pleyer, Artigas et Guérin, ne rechaussera plus les crampons.
Le renouvellement est également de mise dans l'effectif, avec les départs de quelques « grands anciens » : René Gaulon (34 ans), Émile Legangnoux (36 ans) et dans une moindre mesure Jacques Poulain (29 ans) vont ainsi terminer leur carrière dans des clubs amateurs. Dans le même temps, le Stade rennais UC perd son buteur Jacques Faivre, qui part rejoindre Henri Guérin à Saint-Étienne en septembre. Il est remplacé par un autre attaquant international, Yvon Goujon. Autre recrue, le très jeune et très prometteur ailier Jean-François Prigent, qui fera ses débuts en équipe première à l'âge de 17 ans.
Le scénario de la saison rennaise est presque identique à la précédente. Lors de la phase aller, le Stade rennais UC rivalise avec les meilleures équipes françaises, ne concédant que trois défaites lors des dix-huit premières journées, et s'affiche comme un prétendant au titre. Les victoires obtenues face à Reims, Sedan, Lens ou Nîmes, qui comptent parmi les meilleures équipes du moment, témoignent en ce sens.
Et puis la belle mécanique finit par s'enrayer en décembre. De la 25e à la 34e journée, les Rennais ne réussissent à remporter aucune rencontre, et chutent logiquement au classement. Finalement, les « Rouge et Noir » terminent à une honorable mais décevante douzième place. Un bilan qui n'est pas contrebalancé par des résultats une nouvelle fois décevants en coupes, puisque le Stade rennais UC est éliminé d'entrée, à la fois en Coupe de France et en Coupe Drago.

## Transferts en 1961-1962
| Nom                   | Nationalité | Provenance/Destination        |
| Arrivées              |             |                               |
| Yvon Amice            | France      | Stade briochin                |
| Yves Audigane         | France      | AS Bône                       |
| René Billon           | France      | Stade rennais UC amateurs     |
| Brahim Bourras        | France      | AS Marine d'Oran              |
| Robert Coat           | France      | AS Brestoise                  |
| Yvon Goujon           | France      | Limoges FC                    |
| Émile Grosshans       | France      | CS Stiring-Wendel             |
| Gérard Le Bastard     | France      | FC Lorient                    |
| Jean-François Prigent | France      | Stade pontrivien              |
| Départs               |             |                               |
| René Chappez          | France      | US Clairvaux-les-Lacs         |
| Jacques Faivre        | France      | AS Saint-Étienne              |
| Armand Fouillen       | France      | AS Cherbourg                  |
| René Gaulon           | Dahomey     | Stella Maris Douarnenez       |
| Henri Guérin          | France      | AS Saint-Étienne              |
| André Le Menn         | France      | Cadets de Bretagne            |
| Émile Legangnoux      | France      | AC Pouzauges                  |
| Jean Paugam           | France      | ES Kreisker Saint-Pol-de-Léon |
| Jacques Poulain       | France      | Stade briochin                |

## L'effectif de la saison
| Poste¹ | Nat.² | Nom                    | Naissance         | Sélection³ | Championnat | Championnat | Coupe France | Coupe France | Coupe Drago | Coupe Drago | Total Saison | Total Saison | Notes                                  |
| Poste¹ | Nat.² | Nom                    | Naissance         | Sélection³ | M           | But inscrit | M            | But inscrit  | M           | But inscrit | M            | But inscrit  | Notes                                  |
| ------ | ----- | ---------------------- | ----------------- | ---------- | ----------- | ----------- | ------------ | ------------ | ----------- | ----------- | ------------ | ------------ | -------------------------------------- |
| D      | FRA   | Yvon Amice             | 4 février 1940    | -          | 4           | 0           | 0            | 0            | 0           | 0           | 4            | 0            |                                        |
| A      | FRA   | André Ascencio         | 4 juin 1938       | -          | 33          | 2           | 0            | 0            | 0           | 0           | 33           | 2            |                                        |
| G      | FRA   | Yves Audigane          | 4 décembre 1939   | -          | 11          | 0           | 0            | 0            | 1           | 0           | 12           | 0            |                                        |
| D      | FRA   | René Billon            | 2 août 1931       | -          | 11          | 0           | 0            | 0            | 0           | 0           | 11           | 0            |                                        |
| M      | FRA   | Louis Bodez            | 24 avril 1938     | -          | 2           | 0           | 0            | 0            | 0           | 0           | 2            | 0            |                                        |
| A      | FRA   | Brahim Bourras         | 13 août 1939      | -          | 19          | 3           | 1            | 0            | 1           | 0           | 21           | 3            |                                        |
| D      | FRA   | Yves Boutet            | 3 décembre 1936   | -          | 37          | 0           | 1            | 0            | 1           | 0           | 39           | 0            |                                        |
| A      | FRA   | Joseph Brotons         | 7 novembre 1936   | -          | 2           | 1           | 0            | 0            | 0           | 0           | 2            | 1            |                                        |
| D      | FRA   | René Cédolin           | 13 juillet 1940   | B          | 17          | 0           | 0            | 0            | 0           | 0           | 17           | 0            |                                        |
| A      | FRA   | Robert Coat            | 1er octobre 1936  | -          | 8           | 2           | 0            | 0            | 0           | 0           | 8            | 2            |                                        |
| A      | FRA   | Stanislas Dombeck      | 26 septembre 1931 | A          | 27          | 1           | 1            | 0            | 1           | 0           | 29           | 1            |                                        |
| A      | FRA   | Jacques Faivre         | 25 novembre 1932  | -          | 4           | 0           | 0            | 0            | 0           | 0           | 4            | 0            | Transféré en septembre à Saint-Étienne |
| G      | FRA   | Louis Ferry            | 16 avril 1935     | -          | 8           | 0           | 0            | 0            | 0           | 0           | 8            | 0            |                                        |
| M      | FRA   | Jean Giovannelli       | 4 mars 1939       | -          | 2           | 0           | 0            | 0            | 0           | 0           | 2            | 0            |                                        |
| D      | FRA   | Henri Gouès            | 13 avril 1933     | -          | 29          | 4           | 1            | 1            | 1           | 0           | 31           | 5            |                                        |
| A      | FRA   | Yvon Goujon            | 21 janvier 1937   | A          | 28          | 10          | 1            | 0            | 1           | 0           | 30           | 10           | Arrivé en octobre de Limoges           |
| A      | FRA   | Émile Grosshans        | 16 août 1938      | -          | 25          | 3           | 1            | 0            | 1           | 0           | 27           | 3            |                                        |
| A      | FRA   | Guy Hernas             | 24 mars 1934      | -          | 27          | 5           | 1            | 0            | 0           | 0           | 28           | 5            |                                        |
| G      | FRA   | Bernard Josse          | 17 janvier 1932   | -          | 12          | 0           | 0            | 0            | 0           | 0           | 12           | 0            |                                        |
| A      | FRA   | Mahi Khennane dit Mahi | 21 octobre 1936   | A          | 33          | 18          | 1            | 0            | 1           | 2           | 35           | 20           |                                        |
| M      | FRA   | Jean-Claude Lavaud     | 18 mai 1938       | -          | 26          | 5           | 1            | 0            | 0           | 0           | 27           | 5            |                                        |
| A      | FRA   | Gérard Le Bastard      | 12 octobre 1938   | -          | 4           | 1           | 0            | 0            | 1           | 0           | 5            | 1            |                                        |
| A      | FRA   | Rémy Lebret            | 4 février 1936    | -          | 2           | 0           | 0            | 0            | 0           | 0           | 2            | 0            |                                        |
| A      | FRA   | Giovanni Pellegrini    | 25 juin 1940      | -          | 0           | 0           | 0            | 0            | 0           | 0           | 0            | 0            |                                        |
| A      | FRA   | Jean-François Prigent  | 26 mai 1944       | B          | 9           | 0           | 0            | 0            | 0           | 0           | 9            | 0            |                                        |
| G      | FRA   | Jacques Rouillé        | 28 juin 1936      | -          | 7           | 0           | 0            | 0            | 1           | 0           | 8            | 0            |                                        |
| M      | FRA   | Stephan Ziemczak       | 14 août 1936      | B          | 31          | 2           | 1            | 0            | 1           | 0           | 33           | 2            |                                        |

- 1 : G, Gardien de but ; D, Défenseur ; M, Milieu de terrain ; A, Attaquant
- 2 : Nationalité sportive, certains joueurs possédant une double-nationalité
- 3 : sélection la plus élevée obtenue

## Équipe-type
Il s'agit de la formation la plus courante rencontrée en championnat.

## Les rencontres de la saison

### Liste
| Match | Date         | Compétition     | Tour        | Adversaire     | Lieu ¹ | Score    | Class.   | Buteurs pour le Stade rennais |
| ----- | ------------ | --------------- | ----------- | -------------- | ------ | -------- | -------- | ----------------------------- |
| 1     | 20 août      | Division 1      | 1           | Stade français | E      | 2–2      | 9        | Coat Mahi                     |
| 2     | 27 août      | Division 1      | 2           | Lens           | D      | 2–1      | 7        | Hernas Grosshans              |
| 3     | 30 août      | Division 1      | 3           | Monaco         | E      | 2-4      | 7        | Coat Nowak (csc)              |
| 4     | 3 septembre  | Division 1      | 4           | Metz           | E      | 1–0      | 5        | Mahi                          |
| 5     | 10 septembre | Division 1      | 5           | Toulouse       | E      | 3–3      | 8        | Dombeck Bourras Grosshans     |
| 6     | 17 septembre | Division 1      | 6           | Nîmes          | D      | 4-2      | 5        | Bourras Hernas Mahi Brotons   |
| 7     | 20 septembre | Division 1      | 7           | Strasbourg     | E      | 1-1      | 7        | Ziemczak                      |
| 8     | 24 septembre | Division 1      | 8           | Rouen          | D      | 3–2      | 4        | Lavaud Ascencio Bourras       |
| 9     | 1er octobre  | Division 1      | 9           | Nancy          | E      | 2–2      | 5        | Lavaud Hernas                 |
| 10    | 4 octobre    | Division 1      | 10          | Le Havre       | D      | 1–0      | 3        | Lavaud                        |
| 11    | 8 octobre    | Division 1      | 11          | RC Paris       | E      | 1–3      | 5        | Mahi                          |
| 12    | 15 octobre   | Division 1      | 12          | Angers         | D      | 2-1      | 4        | Gouès Goujon                  |
| 13    | 22 octobre   | Division 1      | 13          | Saint-Étienne  | D      | 1-1      | 4        | Mahi                          |
| 14    | 25 octobre   | Division 1      | 14          | Reims          | E      | 3–2      | 3        | Lavaud Ziemczak Goujon        |
| 15    | 29 octobre   | Division 1      | 15          | Montpellier    | E      | 1-3      | 4        | Lavaud                        |
| 16    | 1er novembre | Division 1      | 16          | Lyon           | D      | 2-0      | 4        | Mahi                          |
| 17    | 19 novembre  | Division 1      | 17          | Sochaux        | E      | 2-1      | 3        | Goujon                        |
| 18    | 23 novembre  | Division 1      | 18          | Sedan          | D      | 1–0      | 3        | Mahi                          |
| 19    | 26 novembre  | Division 1      | 19          | Metz           | D      | 1–2      | 4        | Mahi                          |
| 20    | 3 décembre   | Division 1      | 20          | Sedan          | E      | 0–0      | 3        |                               |
| 21    | 24 décembre  | Division 1      | 21          | Nîmes          | E      | 0-3      | 3        |                               |
| 22    | 31 décembre  | Division 1      | 22          | Toulouse       | D      | 1–1      | 5        | Gouès                         |
| 23    | 7 janvier    | Coupe de France | 1/32 finale | RC Paris       | E      | 1-3      | 1-3      | Gouès                         |
| 24    | 14 janvier   | Division 1      | 23          | Monaco         | D      | 4–6      | 6        | Gouès Goujon                  |
| 25    | 21 janvier   | Division 1      | 24          | Strasbourg     | D      | 1-0      | 4        | Le Bastard                    |
| 26    | 28 janvier   | Coupe Drago     | 1er tour    | Cannes         | E      | 2-4 a.p. | 2-4 a.p. | Mahi                          |
| 27    | 4 février    | Division 1      | 25          | Reims          | D      | 2-2      | 4        | Hernas Mahi                   |
| 28    | 11 février   | Division 1      | 26          | Le Havre       | E      | 0–2      | 6        |                               |
| 29    | 26 février   | Division 1      | 27          | Montpellier    | D      | 1-1      | 5        | Ascencio                      |
| 30    | 4 mars       | Division 1      | 28          | Lyon           | E      | 0–0      | 7        |                               |
| 31    | 18 mars      | Division 1      | 29          | RC Paris       | D      | 2-3      | 8        | Gouès Hernas                  |
| 32    | 25 mars      | Division 1      | 30          | Angers         | E      | 1–1      | 8        | Mahi                          |
| 33    | 28 mars      | Division 1      | 31          | Rouen          | E      | 1-4      | 8        | Goujon                        |
| 34    | 1er avril    | Division 1      | 32          | Nice           | E      | 0–1      | 9        |                               |
| 35    | 8 avril      | Division 1      | 33          | Stade français | D      | 2–3      | 10       | Grosshans Mahi                |
| 36    | 15 avril     | Division 1      | 34          | Saint-Étienne  | E      | 1–2      | 11       | Mahi                          |
| 37    | 19 avril     | Division 1      | 35          | Sochaux        | D      | 2–1      | 10       | Goujon Mahi                   |
| 38    | 22 avril     | Division 1      | 36          | Nancy          | D      | 3–0      | 9        | Goujon Mahi                   |
| 39    | 29 avril     | Division 1      | 37          | Lens           | E      | 0–1      | 10       |                               |
| 40    | 20 mai       | Division 1      | 38          | Nice           | D      | 2–2      | 12       | Mahi                          |

- 1 N : terrain neutre ; D : à domicile ; E : à l'extérieur ; drapeau : pays du lieu du match international

## Bilan des compétitions
| Compétition         | Vainqueur final  | Débute au tour | Place ou tour final | Première rencontre | Dernière rencontre | Nombre |
| ------------------- | ---------------- | -------------- | ------------------- | ------------------ | ------------------ | ------ |
| Division 1          | Stade de Reims   | 1re journée    | 12e                 | 20 août 1961       | 20 mai 1962        | 38     |
| Coupe de France     | AS Saint-Étienne | 1/32 de finale | 1/32 de finale      | 7 janvier 1962     | 7 janvier 1962     | 1      |
| Coupe Charles Drago | RCFC Besançon    | 1er tour       | 1er tour            | 28 janvier 1962    | 28 janvier 1962    | 1      |

### Division 1

#### Classement
| Rang | Équipe         | Pts | J  | G  | N  | P  | Bp | Bc | Diff |
| ---- | -------------- | --- | -- | -- | -- | -- | -- | -- | ---- |
| 9    | Rouen          | 38  | 38 | 14 | 10 | 14 | 57 | 56 | +1   |
| 10   | Stade français | 38  | 38 | 13 | 12 | 13 | 58 | 57 | +1   |
| 11   | Toulouse       | 38  | 38 | 16 | 6  | 16 | 62 | 61 | +1   |
| 12   | Rennes         | 38  | 38 | 13 | 12 | 13 | 58 | 63 | -5   |
| 13   | Nice           | 38  | 38 | 16 | 6  | 16 | 53 | 64 | -11  |
| 14   | Angers         | 36  | 38 | 13 | 10 | 15 | 56 | 59 | -3   |
| 15   | Strasbourg     | 34  | 38 | 12 | 10 | 16 | 45 | 54 | -9   |

#### Résultats
| Total  | Total  | Total | Total | Total | Total | Total | Total | Domicile | Domicile | Domicile | Domicile | Domicile | Domicile | Extérieur | Extérieur | Extérieur | Extérieur | Extérieur | Extérieur |
| Matchs | Points | V     | N     | D     | BP    | BC    | Diff. | V        | N        | D        | BP       | BC       | Diff.    | V         | N         | D         | BP        | BC        | Diff.     |
| ------ | ------ | ----- | ----- | ----- | ----- | ----- | ----- | -------- | -------- | -------- | -------- | -------- | -------- | --------- | --------- | --------- | --------- | --------- | --------- |
| 38     | 38     | 13    | 12    | 13    | 58    | 63    | -5    | 10       | 5        | 4        | 37       | 28       | +9       | 3         | 7         | 9         | 21        | 35        | -14       |

#### Résultats par journée
| Journée   | 01 | 02 | 03 | 04 | 05 | 06 | 07 | 08 | 09 | 10 | 11 | 12 | 13 | 14 | 15 | 16 | 17 | 18 | 19 | 20 | 21 | 22 | 23 | 24 | 25 | 26 | 27 | 28 | 29 | 30 | 31 | 32 | 33 | 34 | 35 | 36 | 37 | 38 |
| --------- | -- | -- | -- | -- | -- | -- | -- | -- | -- | -- | -- | -- | -- | -- | -- | -- | -- | -- | -- | -- | -- | -- | -- | -- | -- | -- | -- | -- | -- | -- | -- | -- | -- | -- | -- | -- | -- | -- |
| Terrain   | E  | D  | E  | E  | E  | D  | E  | D  | E  | D  | E  | D  | D  | E  | E  | D  | E  | D  | D  | E  | E  | D  | D  | D  | D  | E  | D  | E  | D  | E  | E  | E  | D  | E  | D  | D  | E  | D  |
| Résultats | N  | V  | D  | V  | N  | V  | N  | V  | N  | V  | D  | V  | N  | V  | D  | V  | V  | V  | D  | N  | D  | N  | D  | V  | N  | D  | N  | N  | D  | N  | D  | D  | D  | D  | V  | V  | D  | N  |
| Points    | 1  | 3  | 3  | 5  | 6  | 8  | 9  | 11 | 12 | 14 | 14 | 16 | 17 | 19 | 19 | 21 | 23 | 25 | 25 | 26 | 26 | 27 | 27 | 29 | 30 | 30 | 31 | 32 | 32 | 33 | 33 | 33 | 33 | 33 | 35 | 37 | 37 | 38 |
| Place     | 9  | 7  | 7  | 5  | 8  | 5  | 7  | 4  | 5  | 3  | 5  | 4  | 4  | 3  | 4  | 4  | 3  | 3  | 4  | 3  | 3  | 5  | 6  | 4  | 4  | 6  | 5  | 7  | 8  | 8  | 8  | 9  | 10 | 11 | 10 | 9  | 10 | 12 |

Source : Liste des rencontres

Terrain : D = Domicile ; E = Extérieur. Résultat: D = Défaite ; N = Nul ; V = Victoire.